# P. Morisse et Cie
Pour les articles homonymes, voir Morisse.
P. Morisse et Cie est un constructeur automobile français, créé par les frères Pierre et Robert Morisse en 1898 et actif à Étampes jusqu'en 1921.

## Histoire
Robert Ferdinand Morisse est né à Dieppe le 24 avril 1853 et Pierre Henri Morisse est né à Dieppe le 10 août 1867, tous deux fils de Pierre David Ernest Morisse, négociant et de Léonie Delphine Legriel. Antérieurement à la création de la société, Robert Morisse est directeur de la sucrerie de Morigny à deux kilomètres à l'est d'Étampes tandis que son frère Pierre Morisse, diplômé ingénieur IDN (Centrale Lille) en 1887, est ingénieur-directeur de l'exploitation de phosphate de chaux à Dombasle-en-Argonne.
Un brevet d'invention est déposé au nom de Morisse le 21 juin 1898 pour une « voiture automobile marchant au pétrole ». Le 1er octobre 1898, la société en commandite au capital de 50 000 francs est constituée pour une durée de dix années, boulevard Saint-Michel à Étampes, sous la dénomination P. Morisse et Cie, avec Pierre Morisse comme gérant commandité. « Cette Société a pour objet l’édification et l’installation d’un atelier de construction de voitures automobiles et de moteurs à pétrole, et l’exploitation, la fabrication et la vente de ces véhicules (...) Monsieur Pierre Morisse a apporté à la Société: ses études, plans, dessins et ses connaissances pratiques sur la chose qui fait l’objet de la Société ». 
Le capital social monte à 90 000 francs en février 1900, quand Tony Huber, ingénieur des Arts et Manufactures (Centrale Paris), devient co-actionnaire. Tony Huber quitte la société Morisse en février 1902 pour créer sa propre société automobile à Boulogne-Billancourt, qui fabrique des moteurs qui seront notamment montés sur automobiles Morisse. Les frères Morisse rachètent les parts de Huber et la dénomination sociale devient Morisse frères.
L'actionnariat de la société évolue en 1908. « Anciens Établissements Morisse frères : Par décisions de l’Assemblée générale en date du 2 septembre 1908, la raison sociale de cette société est remplacée par Société anonyme des moteurs et automobiles Renault Schneider et le siège administratif a été transféré à Paris, 38, rue Saint-Ferdinand ». Le capital social de la société monte à 400 000 francs en 1909. La société fait l'objet d'une liquidation judiciaire en 1912. Les actifs sont alors rachetés et la société relancée en 1912 sous la dénomination « Anciens Établissements Morisse frères, Marcel Gauché successeur » (SEM) qui est liquidée en décembre 1921.

## Modèles automobiles Morisse

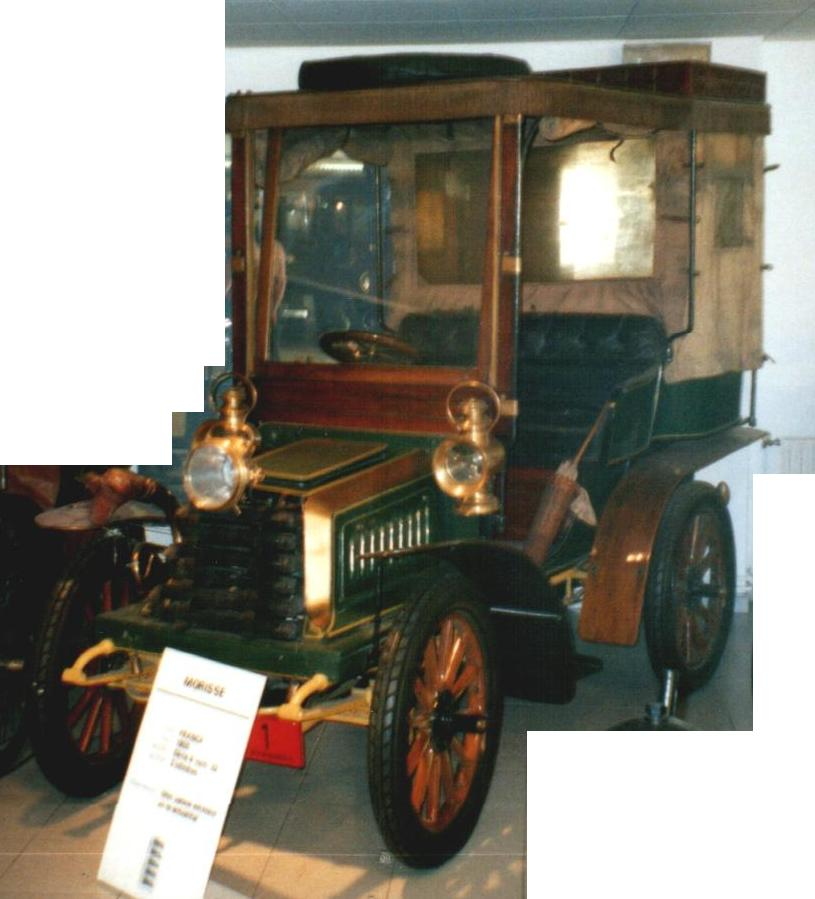
Automobile Morisse 1900.

Les modèles ont été produits sous la marque Morisse de 1898 à 1912, avec une conception originale de traction et transmission. 
Le premier modèle commercialisé en 1898 avait, de manière innovante, un moteur monocylindre de 3 ch, monté sous le siège du conducteur, en traction avant, avec « transmission par engrenages et courroie, à essieu moteur d'avant qu'un levier permet de déplacer pour embrayer et débrayer en tendant ou détendant la courroie, à roues d'arrière directrices ».
En 1900 est produit un nouveau modèle sur châssis conventionnel en propulsion, avec moteur De Dion-Bouton de 5,5 ch. « L'essieu d'arrière moteur, le pont qui le supporte et les ressorts sont mobiles autour d'un axe de suspension. Un levier permet de faire mouvoir tout cet ensemble : quand c'est vers l'avant, le moteur est progressivement embrayé et la voiture marche en avant ; quand c'est vers l'arrière, le moteur est débrayé et les bandages des roues sont appliqués contre les patins solidaires du châssis de la voiture. »
Sur les modèles de 1904 sont intégrés les moteurs monocylindres de De Dion-Bouton 6 ch et 9 ch, des moteurs à deux cylindres de De Dion-Bouton, des moteurs Tony Huber de 10 ch., 14 ch. et 24 ch. fournis par la société de l'ancien associé Tony Huber. Les modèles à quatre cylindres possédaient un entraînement par chaîne, les plus petits modèles avaient une transmission axiale.
Le catalogue automobile Morisse de 1912 offre des modèles à quatre cylindres 9/11 CV, CV 10/12, 14/16 et 16/20 CV.
Les activités de constructions automobiles Morisse sont prédominantes de 1898 à 1912. 

## Moteurs Morisse
Morisse et Huber produisent des moteurs à partir de 1900. En 1901, Morisse approvisionne en moteurs les établissements automobiles E. J. Brierre de Paris.
En 1908, la société produit des « moteurs industriels transportables et groupes agricoles sur chariot de 3 et 7 chevaux ». En 1914, la société produit également des « moteurs légers pour l'aviation ».

## Sources

### Brevet d'invention
- Brevet FR 279084 Morisse - Voiture automobile marchant au pétrole - 21 juin 1898 [9]